# Luis Antonio del Palatinado-Neoburgo
Luis Antonio de Neoburgo (Düsseldorf, 9 de junio de 1660 - Lieja, 4 de mayo de 1694) fue un obispo católico de Worms, Gran Maestro de la Orden Teutónica (1685-1694) y príncipe arzobispo de Worms (1691-1694).

## Biografía
Fue el sexto hijo del elector palatino Felipe Guillermo de Neoburgo, siendo destinado a la carrera eclesiástica por quedar afuera de la sucesión electoral. Por ello desde la infancia fue nombrado canónigo de varias sedes como Colonia (1664), Maguncia (1668), Estrasburgo (1669), Espira (1674), Münster (1676) y Lieja (1679). Desde 1674 también fue abad de la abadía de Fécamp.
El 10 de diciembre de 1679 fue nombrado caballero de la Orden Teutónica. Seis días después, Luis Antonio fue elegido co-asesor del maestro alto y alemán. A partir del 9 de septiembre de 1684, él mismo asumió ese cargo.
El príncipe palatino participó en la batalla de Kahlenberg para liberar Viena (12 de septiembre de 1683), así como en las campañas posteriores contra los turcos en Hungría. El emperador Leopoldo lo nombró coronel sargento en 1683 por su valentía. En 1686 fue herido de gravedad en la batalla por la estufa.
En 1688, cuando el rey Luis XIV de Francia quería que el cardenal Wilhelm Egon von Fürstenberg-Heiligenberg lo sucediera como obispo en el Electorado de Colonia, el día antes de que el Nuncio Sebastiano Antonio Tanara fuera elegido, Luis Antonio fue ordenado sub-diácono para pertenecer a la clase espiritual y tener voz en el acto electoral. Junto con su hermano Franz Ludwig, que también era capitán de la catedral de Colonia, impidió la elección válida de obispo del cardenal Fürstenberg el 19 de junio de 1688, al retener la mayoría requerida de dos tercios. Finalmente, el príncipe bávaro Joseph Clemens se sentó por lo que fue candidato papal e imperial. La influencia política del rey francés en el Rin sufrió un severo revés.
En la Guerra de Sucesión del Palatinado, el príncipe Luis Antonio fue ascendido a Generalfeldzeugmeister en 1689 y comandó las trincheras durante el asedio de Maguncia, donde recibió una bala el 4 de agosto de 1689.
Después de que su padre ya se había convertido en Elector del Palatinado en 1685, alternó con su hermano Johann Wilhelm hasta 1689, ocasionalmente en la capital del Palatinado, Heidelberg. En 1685 también recibió un homenaje del Palatinado a su padre.
El 22 de agosto de 1689, Luis Antonio fue elegido preboste de Ellwangen, el 19 de abril de 1691 fue ascendido a coadjutor en la Arquidiócesis de Maguncia y el 12 de noviembre obispo de Worms. Esa elección se hizo por unanimidad, aunque Ludwig Anton no pertenecía en absoluto al capítulo de la catedral. Sin embargo, la diócesis estaba en tan mal estado como resultado de la guerra que el capítulo no pudo elegir un obispo de entre ellos. Más bien, se le pidió sinceramente al príncipe que se ocupara de la diócesis casi completamente arruinada.
Ludwig Anton hizo que el arzobispo Anselm Franz von Ingelheim de Maguncia diera su ordenación el 4 de enero de 1694 en la iglesia jesuita de Aschaffenburg [2], y el 10 de enero de 1694 fue ordenado obispo. [3]
En el mismo año fue candidato al arzobispo de Colonia Joseph Clemens de Baviera en la elección del obispo de Lieja. Hubo una doble elección y ambos candidatos llamaron la decisión del Papa. Antes de que esto ocurriera, el Príncipe Palatinado murió de fiebre localizada en Lieja. Su cuerpo fue enterrado en secreto en Ladenburg y la tumba fue redescubierta solo por Berndmark Heukemes en la capilla de Sebastián en el siglo XX, después de que durante mucho tiempo se sospechó en Andreaskirche en Düsseldorf. Los objetos encontrados en su tumba se exhiben en el Museo Lobdengau de Ladenburg. [4]
Manfred Weitlauff escribe sobre él en la Neue Deutsche Biografie (Volumen 15, 1987, página 408) que su «personalidad ética y energética gozó de reconocimiento general».
En la biografía de su libro, la autora Maria Lehner caracteriza al obispo de la siguiente manera:

Los... territorios espirituales, cuando se llamó a Luis Antonio, ya habían sido destruidos, quemados, succionados y estaban al borde de la ruina. Solo pudo tratar de evitar lo peor, lo que logró hacer, pero fue una tarea ingrata y ciertamente deprimente. No tuvo la oportunidad de demostrar su talento como político en circunstancias razonablemente normales. Los enfoques que mostró habrían dado lugar a grandes esperanzas. Luis Antonio se caracterizó por la prudencia, un sentido de responsabilidad, flexibilidad y rápida comprensión. Su compromiso y su encanto personal en relación con su alto nacimiento le abrieron todas las puertas. Cumplió sus tareas seculares y espirituales para satisfacción general... no hay un punto oscuro en su carácter.

Luis Antonio fue hermano de los electores del Palatinado Juan Guillermo del Palatinado (1658-1716) y Carlos III (1661-1742), y el arzobispo de Treveris y Mainz, Francisco Luis (1664-1732), y el príncipe-obispo de Augsburg, Alejandro Segismundo (1663-1737). Su hermana mayor, Leonor (1655-1720) fue la esposa del emperador Leopoldo I y la madre de los emperadores posteriores José I y Carlos VI. Otras hermanas se convirtieron en reinas de España y Portugal.
- Datos: Q67431
- Multimedia: Louis Anton of Palatinate-Neuburg / Q67431